# Florin Popescu
Florin Popescu (ur. 30 sierpnia 1974 w Iancu Jianu) – rumuński kajakarz, kanadyjkarz. Dwukrotny medalista olimpijski z Sydney.
W Sydney w duecie z Miticą Pricopem stanął na podium w obu wyścigach kanadyjkowych dwójek – zwyciężyli na 1000 metrów, a na dwukrotnie krótszym dystansie zajęli trzecie miejsce. Stawał na podium mistrzostw świata, wywalczył siedem złotych krążków (m.in. w dwójce oraz czwórce w 2003). Zakończył karierę w 2005.